# Linaire élatine
Kickxia elatine
Espèce
Synonymes
Linaria elatine (L) Mill.
Classification APG III (2009)
La Linaire élatine (Kickxia elatine) est une plante herbacée annuelle de la famille des Scrophulariaceae, ou des Plantaginaceae selon la classification phylogénétique. Elle est assez commune en Europe dans les champs cultivés.
Nom commun : linaire élatine, velvote, linaire auriculée.

## Description
C'est une plante rampante, basse.

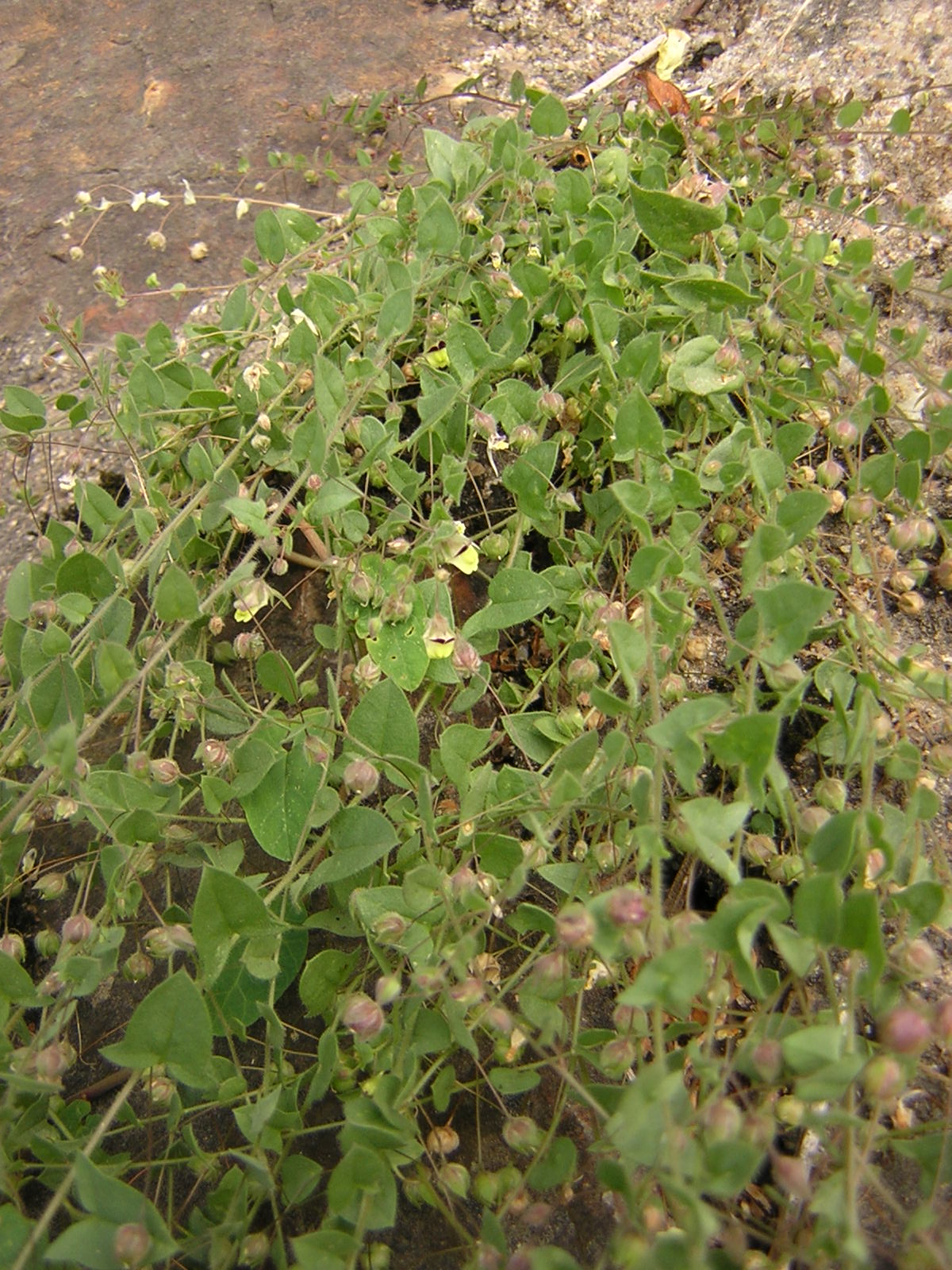
Kickxia elatine

Les fleurs sont jaune pâle, brun-noir sur la partie supérieure, avec un éperon.
Les feuilles sont hastées, velues.

### Caractéristiques
- Organes reproducteurs
  - Couleur dominante des fleurs : jaune
  - Période de floraison : juillet-novembre
  - Inflorescence : fleur solitaire latérale
  - Sexualité : hermaphrodite
  - Pollinisation : entomogame
- Graine
  - Fruit : capsule
  - Dissémination : épizoochore

Données d'après : Julve, Ph., 1998 ff. - Baseflor. Index botanique, écologique et chorologique de la flore de France. Version : 23 avril 2004.

## Liens externes

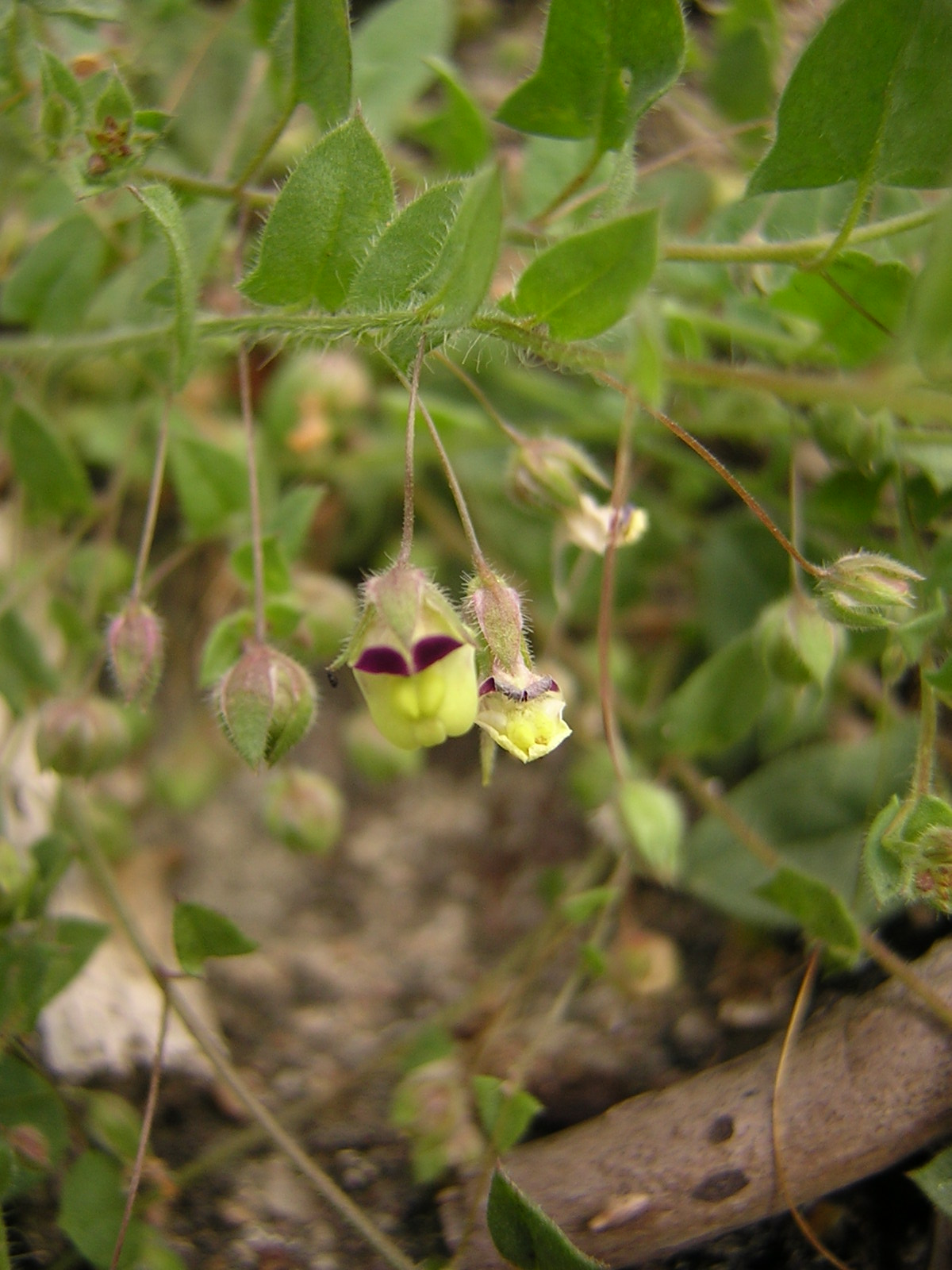
Fleur